# Raymundo Fulgencio
Raymundo de Jesús Fulgencio Román, noto semplicemente come Raymundo Fulgencio (Veracruz, 12 febbraio 2000), è un calciatore messicano, centrocampista dell'Atlas in prestito dal Tigres UANL.

## Caratteristiche tecniche
È un esterno destro.

## Carriera
Cresciuto nel settore giovanile del Veracruz, debutta in prima squadra il 26 luglio 2018 in occasione dell'incontro di Copa MX perso 2-1 contro i Dorados. Nel gennaio 2020 passa a titolo definitivo al Tigres UANL.

## Statistiche
Statistiche aggiornate al 23 dicembre 2020.

### Presenze e reti nei club
| Stagione        | Squadra         | Campionato      | Campionato | Campionato | Coppe nazionali | Coppe nazionali | Coppe nazionali | Coppe continentali | Coppe continentali | Coppe continentali | Altre coppe | Altre coppe | Altre coppe | Totale | Totale | Totale |
| Stagione        | Squadra         | Comp            | Pres       | Reti       | Comp            | Pres            | Reti            | Comp               | Pres               | Reti               | Comp        | Pres        | Reti        | Pres   | Reti   |        |
| --------------- | --------------- | --------------- | ---------- | ---------- | --------------- | --------------- | --------------- | ------------------ | ------------------ | ------------------ | ----------- | ----------- | ----------- | ------ | ------ | ------ |
| 2018-2019       | Veracruz        | LMX             | 0          | 0          | CM              | 4               | 0               |                    | -                  | -                  |             | -           | -           | 4      | 0      |        |
| 2019-2020       | Veracruz        | LMX             | 2          | 0          | CM              | 2               | 0               |                    | -                  | -                  |             | -           | -           | 4      | 0      |        |
| Totale Veracruz | Totale Veracruz | Totale Veracruz | 2          | 0          |                 | 6               | 0               |                    | -                  | -                  |             | -           | -           | 8      | 0      |        |
| 2019-2020       | Tigres UANL     | LMX             | 5          | 0          | CM              | 0               | 0               |                    | -                  | -                  |             | -           | -           | 5      | 0      |        |
| 2020-2021       | Tigres UANL     | LMX             | 5          | 0          |                 | -               | -               | CCL                | 3                  | 0                  |             | -           | -           | 8      | 0      |        |
| Totale carriera | Totale carriera | Totale carriera | 12         | 0          |                 | 6               | 0               |                    | 3                  | 0                  |             | -           | -           | 21     | 0      |        |

## Palmarès

### Club

#### Competizioni internazionali
- CONCACAF Champions League: 1

Tigres UANL: 2020
- Campeones Cup: 1

Tigres UANL: 2023